# Caspar Stein
Caspar Stein (ur. 9 lipca 1592 w Królewcu, zm. 1 lutego 1652 tamże) – niemiecki uczony, podróżnik i lekarz.

## Życiorys
Był synem Johanna Steina i Elisabeth z d. Schütz. Caspar Stein uczęszczał do szkoły w Nidzicy i gimnazjum w Toruniu. W 1610 udał się poprzez Pomorze na studia do Frankfurtu nad Odrą, jednak studiów nie ukończył, odbywając za to kilka podróży do krajów bałtyckich i dwukrotnie wpadając w ręce piratów. Następnie przez Wielkopolskę udał się do Wittenbergi, gdzie w latach 1613–1618 studiował filozofię, medycynę i historię, jednocześnie podróżując po całych Niemczech. W 1618 r. na podstawie rozprawy o melancholii otrzymał w Jenie tytuł licencjata medycyny. Zwiedził ponadto Austrię, Włochy, Szwajcarię, Francję, Anglię, Belgię i Holandię, gdzie nawiązywał kontakty z uczonymi, opisywał pomniki przeszłości, kulturę, przepisy prawne i obyczaje. Po powrocie w 1621 r. do rodzinnego miasta, przeżywającego właśnie swój „złoty wiek”, pracował jako lekarz, ale również studiował, przede wszystkim teologię. W 1633 r. odrzucił stanowisko profesora na uniwersytecie w Jenie. Mieszkał na Knipawie, należał do kręgu intelektualistów skupionych wokół poety Simona Dacha. Po zgonie Steina, rektor i senat Albertiny opublikował nekrolog, a Simon Dach poświęcił mu pieśń żałobną. Być może spoczął na cmentarzu na Haberbergu, gdzie już wcześniej zostali pochowani jego rodzice i rodzeństwo (siostra Katharina Elisabeth i brat Georg).
Jego dziełem życia był Caspari Steinii Peregrinator, znany też jako de: Irdischer Wanderer zur glücklichen Wallfahrt in diesem Leben und zur glückseligen Ausreise und Heimkehr ins himlische Vaterland. Obszerny tekst w dwóch tomach omawiał w języku łacińskim historię odkryć geograficznych, przytaczał historyczne opisy dokonań znanych podróżników oraz relację z własnych peregrynacji autora, a również rozważania dotyczące spraw ostatecznych. Manuskrypt, przekazany bibliotece w 1676 r. przez wnuka, Reinholda Steina, aż do 1945 r. był własnością biblioteki uniwersyteckiej. Znany był współczesnym uczonym, ponadto łacińskie wyjątki były publikowane w 1730 r. (Memorabilia Prussica – opis ziemi pruskiej, [w:] „Acta borussica ecclesiastica, civilia, literaria”, Bd. 1) i 1873-1874, zaś niemieckie tłumaczenie opisu Królewca z lat 1644–1648 w 1911 r. (Arnold Charisius) i powtórnie 1998.